# Рахманов, Владимир Степанович
Влади́мир Степа́нович Рахма́нов (25 сентября 1950 — 11 декабря 2019, Санкт-Петербург) — советский, российский архитектор-реставратор.

## Биография
Владимир Степанович Рахманов родился 25 сентября 1950 года.
Работал главным специалистом в институте «Спецпроектреставрация» (Петербург), был федеральным архитектором-координатором по реставрации памятников Валаамского монастыря. Главный архитектор-реставратор Института архитектурно-строительного проектирования, геотехники и реконструкции «Геореконструкция». Входил в состав Экспертного совета по охране культурного наследия
при Федеральной службе по надзору за соблюдением законодательства в области охраны культурного наследия, научно-методического совета по культурному наследию при Министерстве культуры РФ.
Умер в Санкт-Петербурге 11 декабря 2019 года. Похоронен на кладбище Памяти жертв 9-го января.

## Творчество
Архитектор-реставратор высшей категории, почти 50 лет занимался сохранением шедевров русской деревянной архитектуры, включая всемирно известные святыни Валаама, Санкт-Петербурга, Москвы:
- Церковь Преображения Господня на острове Кижи (главный архитектор реставрации)[9];
- Церковь Димитрия Солунского в Щелейках[10];
- Церковь Иконы Божией Матери Коневская в Коневском скиту (Валаам)[10];
- Церковь Илии Пророка (новая) в Ильинском скиту Валаамского монастыря[10];
- Успенский собор в Кеми (координатор работ)[1].

В числе восстановленных им памятников деревянной архитектуры — Каменноостровский театр, дача В. Ф. Громова в Лопухинском саду, дача Гаусвальд на Каменном острове.
Участвовал в работе научных конференций, I Международного съезда реставраторов (Москва, 2013).

## Награды
- Медаль «За заслуги перед Республикой Карелия» (2021, посмертно)[14]
- Памятный знак Министерства культуры РФ (2013) — за большой вклад в дело сохранения историко-культурного наследия России и в связи с проведением I Международного съезда реставраторов[13]